# 品川不二郎
品川 不二郎（しながわ ふじろう、1916年 - 没年不明）は、日本の教育心理学者。東京学芸大学名誉教授。

## 略歴
東京文理科大学卒、1962年「知能とpersonality traitsとの構造的関連に関する研究」で東京教育大学より文学博士の学位を取得。東京学芸大学助教授、教授、1980年定年退官、名誉教授、洗足学園短期大学教授。1989年勲三等旭日中綬章叙勲。妻の品川孝子も教育学者で、共著も多い。

## 著書
- 『教育診断の心理 問題児の発見と指導』1955 牧教育新書
- 『幼児の教育相談』牧書店 1956
- 『子どものくせ』ひかりのくに昭和出版 1957 ママ・ぶっくす
- 『一年生の夏休み 母と子の家庭教師』講談社 1959
- 『母のためのやさしい児童心理 NHKラジオ家庭教室』日本文化科学社 1959
- 『勉強好きにする導きかた』国土社 1960
- 『こどもの見方と導き方』1962 主婦と生活社ホーム・シリーズ
- 『精神的健康の教育 予防心理学の試み』明治図書出版 1964
- 『幼児の性格診断 長所の伸ばし方・欠点の直し方』あすなろ書房 1964
- 『テストの心理学』1966 国土新書
- 『才能の見つけ方伸ばし方』あすなろ書房 1968 才能教育シリーズ
- 『個性を育てる家庭教育』あすなろ書房 1969
- 『知能の再発見』1969 日経新書
- 『勉強好きにする導きかた』国土社 1972
- 『個性の見つけ方伸ばし方』あすなろ書房 1973
- 『パパの出る幕 父親の教育参加21章』第三文明社 1973
- 『しつけの心理作戦 親のおこなう教育とは』チャイルド本社 1975
- 『きょうだいの心理と導き方』あすなろ書房 1976
- 『続・しつけの心理作戦 父親は何をすればよいか』チャイルド本社 1976
- 『一人っ子 どう育てればいいか』日新報道 1976
- 『親との対話の常識』第一法規出版 1978
- 『子どもがやる気をおこすときヤケをおこすとき 自己価値感の心理学』あすなろ書房 1983
- 『子どもの心 ふれあいの子育て法』明治図書出版 1985
- 『お母さんが困ったとき読む本 幼児のしつけ方・育て方100のポイント』PHP研究所 1987
- 『子どもの心理・親はどうするか』あすなろ書房 1988
- 『勉強好きにさせる心理作戦』あすなろ書房 1989
- 『聞いてください子どもの本音 お母さんのためのやさしい児童心理学』企画室 1990
- 『子どもはそよ風の親が好き ちょっといい親子関係のために』企画室 1991

## 共編著
- 『教育心理用語小辞典』後藤岩男共編 金子書房 1950
- 『心理的診断と治療』井上英二共著 金子書房 1952
- 『WISC知能診断検査法』児玉省共著 日本文化科学社 1953
- 『幼児・児童教育講座』松村康平共編 福村書店 1954-1955
- 『教育相談』品川孝子共著 日本文化科学社 1956
- 『この子この親 教育相談の実例』品川孝子共著 日本文化科学社 1956
- 『明治図書講座問題をもつ子の指導法』全3巻 鈴木清、宮城音弥共編 明治図書出版 1957
- 『講座教育診断法』阪本一郎、佐藤正共編 牧書店 1958
- 『意欲のある子への導き方』品川孝子、西尾豪之共著 文民書房 1960 親と教師のための教育新書
- 『教育相談の実際』鈴木清共編 日本文化科学社 1962
- 『教育相談ハンドブック』平井信義、玉井収介共編 国土社 1962
- 『子どもとつきあう法 思春期の子どもの見方と扱い方』品川孝子共著 1963 主婦の友新書
- 『ママの入試対策 付・頭を働かす食事』品川孝子共著 鎌倉書房 1963
- 『親のための教育百科』高塚暁共編 三一書房 1964
- 『子ども心の読心術 作文に投影された子どもの心理分析』藤田恭平共著 あすなろ書房 1964
- 『子どもの成績をよくする本』編著 現代芸術社 1964
- 『年齢別しつけ相談』品川孝子共著 主婦の友社 1964
- 『こどもの目こどもの心 こどもの見かた心のとらえかた』藤田恭平共著 あすなろ書房 1965
- 『わが子とつきあう法』品川孝子共著 1966 主婦の友新書
- 『一～二・三～四・五～六歳の心理としつけ』品川孝子共著 あすなろ書房 1973
- 『母親のために 新・家庭教育読本』鈴木清、上寺久雄共著 希文社 1975
- 『子どもの意欲を育てる心理学』編著 あすなろ書房 1980
- 『あなたはよい親?よくない親?』品川孝子共著 田研出版 1992

## 翻訳
- ヘレン・パーカースト『子供たちの世界』巌松堂書店 1955
- L.ゴールドマン『カウンセリングにおけるテストの利用』鈴木清共訳 日本文化科学社 1969
- David Wechsler 『日本版WAIS-R成人知能検査法』共訳編著 日本文化科学社 1990

## 論文
- 「インドネシア人の智能」 ジャワ新聞社 『新ジャワ』 1944年12月
- 「外国における日本人・日本における外国人」 『臨床心理』 第1巻 6号 1952
- 「就学のレディネスの診断的利用に関する研究」 『田中寛一博士古希記念論文集 教育心理学の諸問題』 日本文化科学社 1952
- 「グルーピング」 『教育心理学講座 3. 学級社会の心理』 金子書房 1953
- 「民族性 II -日本人の生活心理の診断」 『心理学講座 10. 社会心理学』 中山書店 1954
- 「児童の知能における人格的要因の測定に関する研究-W I C S による臨床的研究」 『教育心理学研究』 第4巻 1号 1956
- 「学業不振と治療的指導」 『現代教育心理学大系 7. 学習の診断と治療』 中山書店 1957
- 「知能の個別的診断の実際」 『講座教育診断法 1. 知能の診断』 牧書店 1957
- 「W I C S による discrepancy (言語性・動作性の IQ 差) に関する研究」 『児童精神医学とその近接領域』 第1巻 4号 1960
- 「同精神年齢・異生活年齢の精神薄弱児の知能構造について」 『東京学芸大学研究報告』 第12集 1961
- "Studies on the relationship between intelligence structure and personality traits", Japanese Psychological Research, Vol. 5, No. 2, 1963
- 「テストにあらわれた優秀児の知能構造」 『教育心理』 第13巻 1号 1965
- 「学校心理学の回顧と展望」 堀内敏夫ほか編 『発達と教育』 金子書房 1975
- 「日本の学校心理学」 洗足学園大学 『洗足論叢』 第13集 1984